# Katarina Olsson
Katarina Olsson, född 1957 i Katrineholm, är en svensk jurist och universitetslärare.
Efter studier vid Katedralskolan i Lund och vid Smith College i USA avlade Olsson juris kandidatexamen vid Lunds universitet 1982. Hon genomgick därefter tingsmeritering i Kalmar samt arbetade sedan sju år vid Sydsvenska handelskammaren i Malmö innan hon 1989 återvände till Lunds universitet för forskarutbildning. Hon disputerade 1996 på avhandlingen Näringsdrivande stiftelser - en rättslig studie över ändamål, förmögenhet och förvaltning, och frågor kring stiftelser har därefter varit en av hennes huvudinriktningar. Hon installerades i oktober 2011 som professor i civilrätt.
Som stiftelseexpert var det Olsson som 2013 formulerade Lunds universitets kritiska remissvar på Utbildningsdepartementets förslag att omvandla universitet från myndigheter till så kallade högskolestiftelser.
Katarina Olsson utsågs 2009 till inspektor för Helsingkrona nation och blev därvid den första kvinnan på denna post.